# Bandera d'Alt Àneu
La bandera oficial d'Alt Àneu té la següent descripció:
Bandera apaïsada, de proporcions dos d'alt per tres d'ample, quarterada en creu damunt del 1r terç del llarg, els campers superior del pal i inferior del vol vermells, i els altres dos blancs. Paral·lelament als angles dels eixos de les divisions, quatre escaires d'amplada d'1/18 de l'alt, i separats d'aquests per la mateixa distància, de color groc el superior del pal i l'inferior del vol, de color porpra el superior del vol, i verd l'inferior del pal.

## Història
La bandera agafa les colors de l'escut per fer els campers. Les figures de l'escut es transformen en els escaires; així el castell d'or del primer camper i la creu del quart són els escaires grocs de la bandera, l'agnus Dei del 2n camper és l'escaire porpra i l'isard del 3r camper és l'escaire verd.
Va ser aprovat el 23 d'agost de 1995 i publicat en el DOGC el 6 de setembre de 1995.